# Damiano Giulio Guzzetti
Damiano Giulio Guzzetti (Turate, 15 luglio 1959) è un vescovo cattolico e missionario italiano, dal 24 maggio 2014 4º vescovo di Moroto.

## Biografia
È nato a Turate, in provincia di Como e nell'arcidiocesi di Milano, il 15 luglio 1959.

### Formazione e ministero sacerdotale
Dopo aver compiuto gli studi di filosofia a Kampala in Uganda (1986-1988) e quelli di teologia a Nairobi in Kenya (1988-1989), ha emesso la professione perpetua il 27 marzo 1989 nei comboniani.
Il 23 settembre 1989 è stato ordinato presbitero a Lipomo, sotto un tendone da circo, da Teresio Ferraroni, vescovo di Como, insieme a Claudio Lurati, successivamente eletto vicario apostolico di Alessandria d'Egitto.
Ritornato in Uganda nel 1994, ha svolto per 15 anni il ministero pastorale nella regione di Karamoja e poi, dal 2009 al 2013, è stato formatore dei postulanti comboniani e docente al Queen of Apostles Philosophy Centre a Jinja. È rientrato quindi in Italia, presso la comunità comboniana di Venegono Superiore.

### Ministero episcopale
Il 20 febbraio 2014 papa Francesco lo ha nominato vescovo di Moroto; è succeduto a Henry Apaloryamam Ssentongo, dimessosi per raggiunti limiti di età. Ha ricevuto l'ordinazione episcopale a Moroto il 24 maggio seguente da Emmanuel Obbo, arcivescovo metropolita di Tororo, coconsacranti il vescovo Henry Apaloryamam Ssentongo, suo predecessore a Moroto, e l'arcivescovo Michael August Blume, nunzio apostolico in Uganda. Contestualmente all'ordinazione ha preso possesso canonico della diocesi.

## Genealogia episcopale
La genealogia episcopale è:
- Cardinale Scipione Rebiba
- Cardinale Giulio Antonio Santori
- Cardinale Girolamo Bernerio, O.P.
- Arcivescovo Galeazzo Sanvitale
- Cardinale Ludovico Ludovisi
- Cardinale Luigi Caetani
- Cardinale Ulderico Carpegna
- Cardinale Paluzzo Paluzzi Altieri degli Albertoni
- Papa Benedetto XIII
- Papa Benedetto XIV
- Papa Clemente XIII
- Cardinale Bernardino Giraud
- Cardinale Alessandro Mattei
- Cardinale Pietro Francesco Galleffi
- Cardinale Giacomo Filippo Fransoni
- Cardinale Carlo Sacconi
- Cardinale Edward Henry Howard
- Cardinale Mariano Rampolla del Tindaro
- Cardinale Rafael Merry del Val
- Cardinale Arthur Hinsley
- Arcivescovo David Mathew
- Cardinale Laurean Rugambwa
- Cardinale Emmanuel Kiwanuka Nsubuga
- Vescovo Erasmo Desiderio Wandera
- Arcivescovo Emmanuel Obbo, A.J
- Vescovo Damiano Giulio Guzzetti, M.C.C.I.